# Leucogoniella
Leucogoniella é um gênero de traça pertencente à família Agonoxenidae.